# Frans Corneillie
Frans Corneillie (Westrozebeke, 11 juni 1937 - Varsenare, 22 maart 2017) was een Belgische kunstschilder en beeldhouwer.

## Levensloop en opleiding
Corneillie werd in 1937 geboren als derde kind van Jozef Corneillie en Martha Depoorter. Hij volgde een opleiding teken- en schilderkunst aan de Stedelijke Academie van Roeselare van 1957 tot 1963, waar hij laureaat werd en de grote zilveren staatsmedaille behaalde. Onder leiding van Jozef De Simpel volgde hij er de hogere cyclus kunstschilderen en levend model (1964-1967). 
De kunstenaar hechtte vanaf het begin veel belang aan vakmanschap en techniek. Zijn onderwerpen ontstonden uit een aandachtige waarneming van de omgeving: landschappen, de menselijke figuur en fait divers. Hij gebruikte een gestileerde beeldtaal in een overwegend rustig kleurenpalet. De werken waren vaak bevreemdend in hun onderwerpskeuze en uitvoering en ze ademen verstilling. Hij werkte het liefst in olieverf, rood krijt en pastel.
In 1992 ging Corneillie op zoek naar een nieuwe manier om zich uit te drukken en hij vond deze in het beeldhouwen. Hij ging lessen volgen aan de Academie in Roeselare, waar hij zich kan verdiepen in allerlei technieken. In zijn onderwerpen komt vooral de menselijke figuur aan bod, waaronder het mannelijk en vrouwelijk torso, moeder en kind, koning en koningin. Voor de uitvoering van de beelden gebruikte hij diverse materialen van kunststeen en polyester tot kunstmarmer en brons.
Na zijn huwelijk met Claudine Verschoore in 1963 woonde het koppel enkele jaren in Brugge om zich uiteindelijk te vestigen in het bosrijke Varsenare, waar hij zijn schilders- en beeldhouwersatelier oprichtte. Na een slepende ziekte overleed Corneillie in 2017 op 79-jarige leeftijd.

### Monument voor de Slag bij Westrozebeke

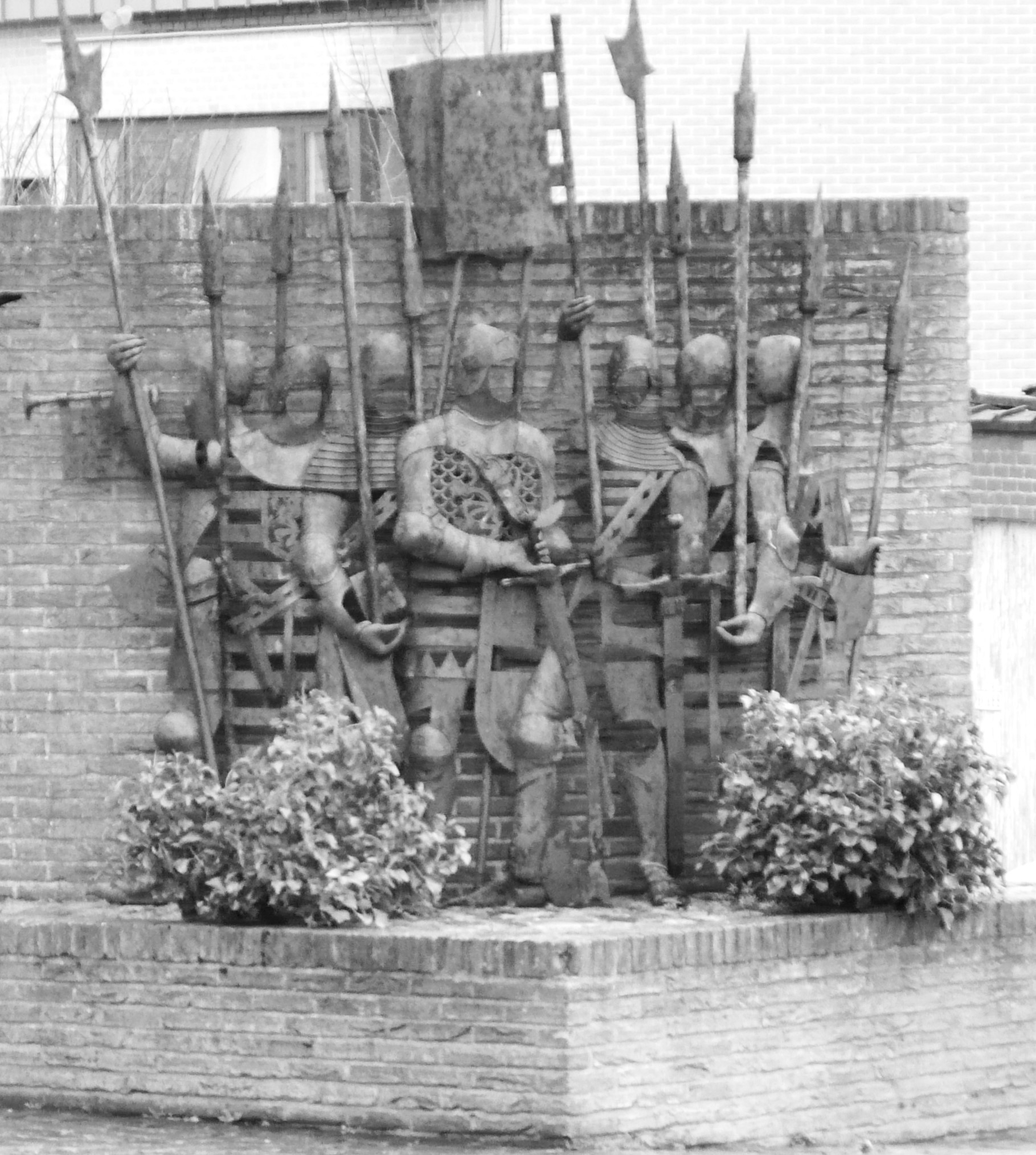
Monument voor de slag bij Westrozebeke op het Kerkplein te Westrozebeke

Corneillie kreeg naar aanleiding van het zeshonderdste sterfdag van Filips van Artevelde in 1982 van het Arteveldecomité de opdracht om voor deze gelegenheid een gedenkteken te ontwerpen. Het monument, dat een plaats kreeg op het Kerkplein, stelt de levensgrote silhouetten voor van zeven Vlaamse ridders in wapenuitrusting met speren, een banier (met de Gentse leeuw en de leuze 'Allen één') en een trompet. Het werk werd uitgevoerd in koper en de figuren staan voor een bakstenen, ronde muur. Voor de uitvoering werd Corneillie bijgestaan door Marnique Deswarte. Het monument werd feestelijk ingehuldigd op 12 september 1982 door Staatssecretaris Rika Steyaert. Het monument werd in 2021 opnieuw opgefrist. 

## Tentoonstellingen
Individuele tentoonstellingen in Blankenberge (1970), Ieper (1971), Brugge (1973), Brussel (1974, 1977), Laken (1975), Knokke-Heist (1978), Westrozebeke (1979, overzichtstentoonstelling 1997), Rumbeke (1986), Brugge (1994).
Groepstentoonstellingen in Roeselare (1968), Waregem (1972), Heist-Duinbergen (1973), Jabbeke (1986), Westrozebeke (1986).

## Onderscheidingen en opdrachten
- 1968: selectie voor de prijs 'De jonge Vlaamse schilder', Antwerpen
- 1971: tweede prijs 'De jonge Vlaamse schilder', Antwerpen met het schilderij 'Viergeslacht, zo uit de krant'
- 1972: de staat koopt het werk 'Schafttijd op de fabriek' aan
- 1972: selectie 'Gaverprijs voor schilderkunst', Waregem
- 1982: oprichting gedenkteken voor de Slag bij Westrozebeke
- 1986: Constant Permekeprijs voor schilderkunst, Jabbeke met het schilderij 'Kermis te Jabbeke'
- 1989: selectie 6de grote prijs Alfons Blomme, Roeselare
- 1989: 7de prijs Gemeente Boechout
- 1990: Koperassemblage voor de ingang van het Vrij Orthopedagogisch Centrum 'De Rozenkrans' in Oostduinkerke
- 2010: zaal in het Westrozebeekse stadhuis wordt naar de schilder vernoemd. Schenking van 7 schilderijen aan de gemeente Staden/Westrozebeke.